# إندر كومار
إندر كومار (بالهندية: इंदर कुमार)‏ هو عارض وممثل هندي، ولد في 26 أغسطس 1973 بجايبور في الهند، وتوفي في 28 يوليو 2017 بمومباي في الهند بسبب نوبة قلبية. بدأ مشواره المهني سنة 1996.

## وصلات خارجية
- إندر كومار على موقع IMDb (الإنجليزية)
- إندر كومار على موقع قاعدة بيانات الفيلم (الإنجليزية)